# Cantón de Figeac-Oeste
El cantón de Figeac-Oeste era una división administrativa francesa, que estaba situada en el departamento de Lot y la región de Mediodía-Pirineos.

## Composición
El cantón estaba formado por nueve comunas, más una fracción de la comuna que le daba su nombre:
- Béduer
- Camboulit
- Camburat
- Capdenac
- Faycelles
- Figeac (fracción)
- Fons
- Fourmagnac
- Lissac-et-Mouret
- Planioles

## Supresión del cantón de Figeac-Oeste
En aplicación del Decreto n.º 2014-154 de 13 de febrero de 2014, el cantón de Figeac-Oeste fue suprimido el 22 de marzo de 2015 y sus 10 comunas pasaron a formar parte; nueve del nuevo cantón de Figeac-1 y una del nuevo cantón de Figeac-2.